# Tom Okker
Thomas Samuel "Tom" Okker (født 22. februar 1944 i Amsterdam, Holland) er en tennisspiller fra Holland. Han var blandt verdens bedste tennisspillere i 1970'erne og vandt i løbet af sin karriere to grand slam-titler i herredouble: French Open 1973 med John Newcombe som makker og US Open 1976 med Marty Riessen ved sin side. Hans bedste grand slam-resultater i single var en finaleplads ved US Open 1968.
Okker vandt i løbet af sin karriere 35 ATP-turneringer i single, heraf de store titler på grus i Rom i 1968, Monte Carlo i 1969, Hamburg i 1970 og Toronto i 1973.
I double vandt han 68 ATP-titler, heraf 33 med Marty Riessen som makker, og i 11 uger fra 5. februar 1979 til 22. april 1979 var han nr. 1 på ATP's verdensrangliste i double.